# Porte de Paris (Moret-sur-Loing)

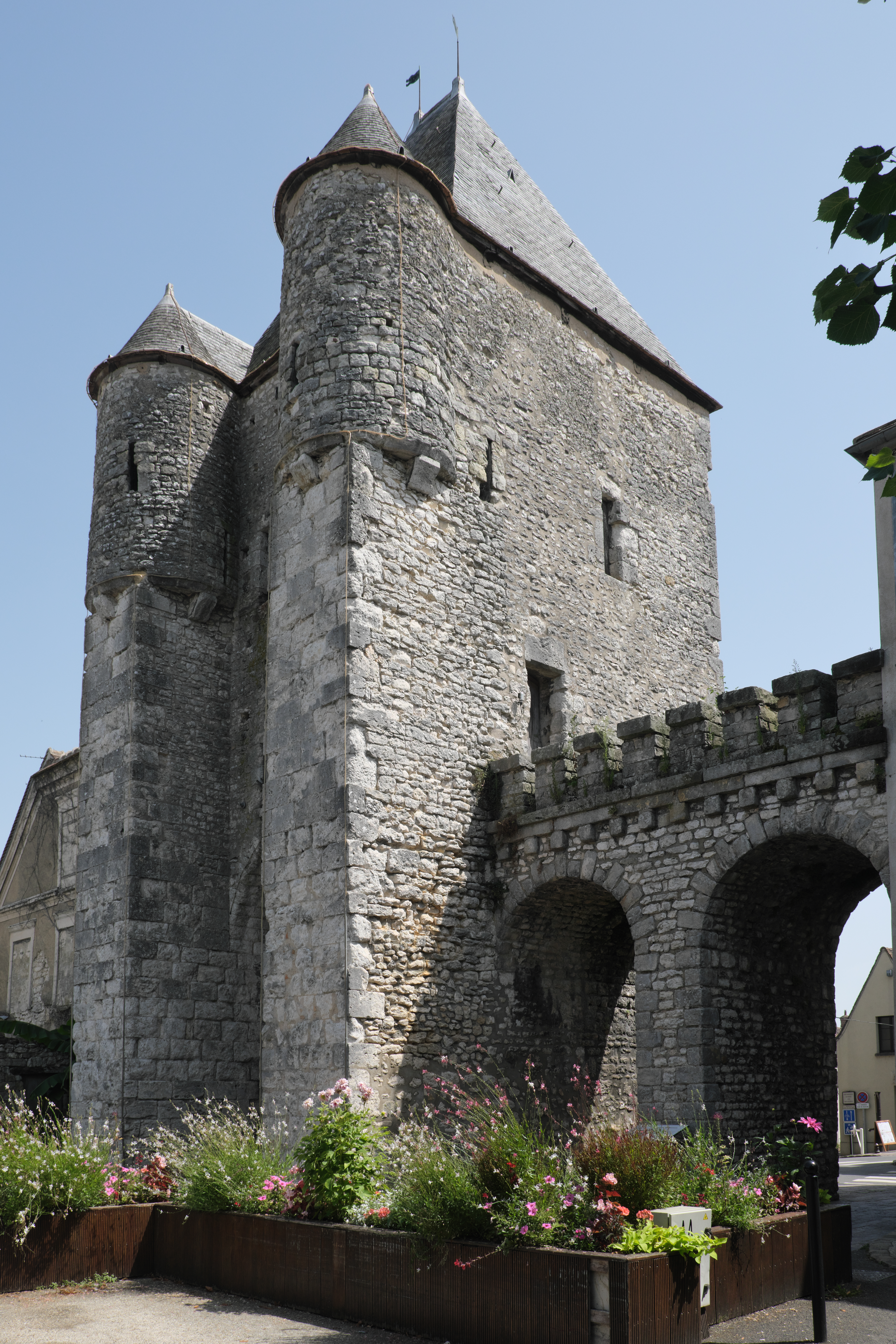
Porte de Paris, Feldseite

Die Porte de Paris (auch als Porte de Samois bezeichnet) in Moret-Loing-et-Orvanne, einer Stadt im Département Seine-et-Marne der Region Île-de-France, ist ein Stadttor, das im 15. Jahrhundert errichtet wurde. Das Bauwerk ist als Monument historique geschützt.
Die Porte de Paris, ein Teil der Stadtbefestigung am Ende der Grande-Rue, befindet sich im Westen der Altstadt. Der rechteckige Turm wird an der Feldseite von zwei Vorbauten mit Rundtürmen flankiert. Zwischen seinen beiden Rundbögen als Durchlass befand sich ehemals das Fallgatter. Der seitliche Durchgang für Fußgänger wurde erst 1840 geschaffen. Der Zugang zum Stadttor ist nur über den Wehrgang möglich, an der nördlichen Seite befindet sich ein Eingang.